# Artur Zawisza (kapitan)

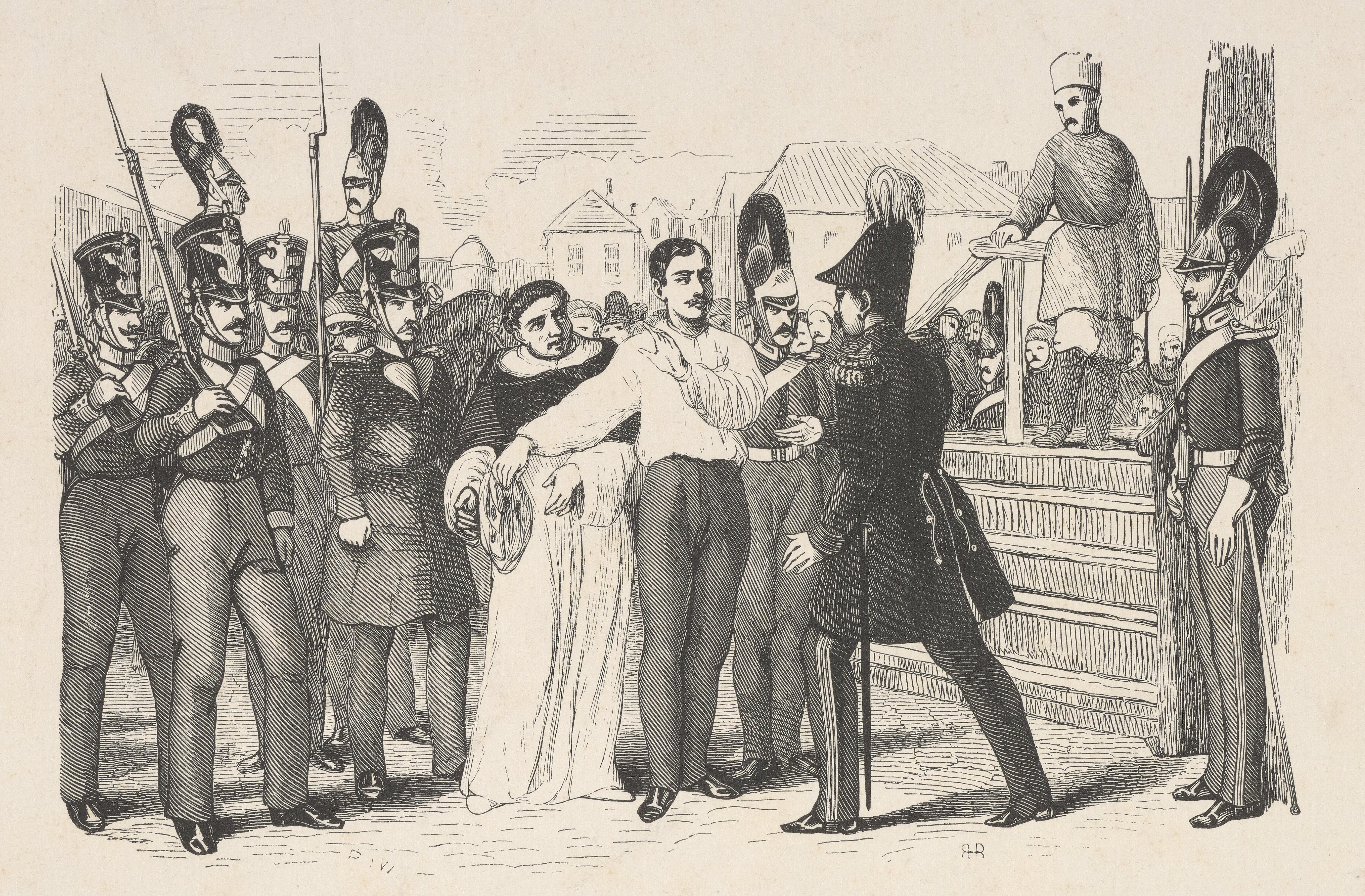
Egzekucja Artura Zawiszy

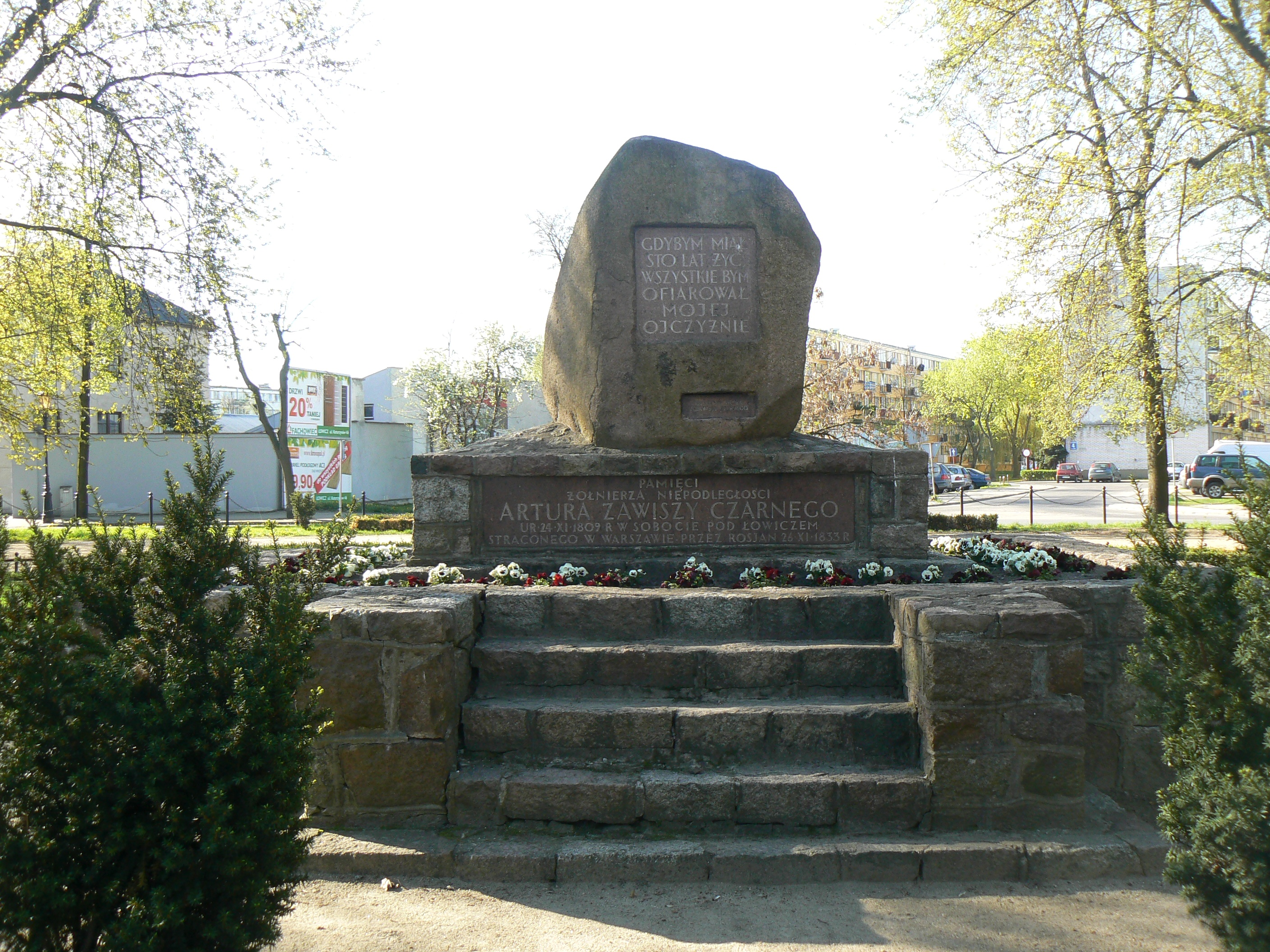
Głaz upamiętniający Artura Zawiszę w Łowiczu

Artur Zawisza Czarny herbu Przerowa (ur. 24 września 1809 w Sobocie, zm. 27 listopada 1833 w Warszawie) – działacz niepodległościowy, uczestnik powstania listopadowego (1830–1831), członek Towarzystwa Patriotycznego, od 1831 na emigracji we Francji, członek Towarzystwa Demokratycznego Polskiego, uczestnik partyzantki Zaliwskiego (1833).

## Życiorys
Był synem radcy departamentu warszawskiego Jana Gwalberta Cypriana Zawiszy Czarnego i kasztelanki Marii Karnkowskiej. W 1827 ukończył Szkołę Wojewódzką w Kaliszu i wstąpił na Wydział Prawa i Administracji Królewskiego Uniwersytetu w Warszawie. Po wybuchu powstania listopadowego pracował w „Kurierze Polskim” a następnie w „Nowej Polsce”. W styczniu 1831 zaciągnął się do 1 pułku Jazdy Płockiej (późniejszy 8 pułk ułanów). Brał udział w bitwach pod Białołęką, o Olszynkę Grochowską, Ostrołęką oraz Balicami. Awansował do stopnia kapitana. Za waleczność otrzymał krzyż Virtuti Militari.
Po upadku powstania udał się na emigrację do Francji, gdzie należał do Towarzystwa Demokratycznego Polskiego, loży wolnomularskiej „Trójcy Nierozdzielnej” oraz związku „Namiot Sekwany”. Józef Zaliwski, organizator wyprawy partyzanckiej do Królestwa Polskiego, mianował go dowódcą okręgowym w woj. mazowieckim na obwody warszawski i sochaczewski. W lutym 1833 opuścił Paryż, przez Belgię i Niemcy dotarł do miejscowości Turzno k. Torunia, gdzie po spotkaniu z matką i bratem napisał testament. Po długich partyzanckich walkach 14 czerwca 1833 został schwytany wraz z kilkuosobowym oddziałem w lesie k. Krośniewic i osadzony w Warszawie. Sąd Wojenny skazał go na śmierć przez powieszenie, egzekucja odbyła się publicznie 14 listopada?/26 listopada 1833, według innych źródeł 15 listopada. Egzekucja odbyła się na placu znajdującym się przy rogatkach Jerozolimskich w Warszawie.
Przed egzekucją powiedział: 

Gdybym miał sto lat żyć, wszystkie bym ofiarował mojej Ojczyźnie.

## Upamiętnienie
- W połowie XIX w. brat Artura Zawiszy, August Zawisza, nadał na cześć swojego brata nazwę „Arturów” jednemu ze swoich folwarków; folwark został z czasem przemianowany na Arturówek[3][4][5].
- W 1929 plac w Warszawie, na którym został stracony, nazwano placem Artura Zawiszy[6].
- W 1938 w Łowiczu odsłonięto pomnik poświęcony Arturowi Zawiszy.
- W 2021 park w Sobocie nazwano imieniem Artura Zawiszy[7].